# Bernsteingambiet
Het Bernsteingambiet is in de opening van een schaakpartij een variant in het boedapestgambiet, welke valt onder ECO-code A52. Ze is ingedeeld bij de halfgesloten spelen. Het is geanalyseerd door de Russische schaker Ossip Bernstein en de beginzetten zijn
1. d4 Pf6
2. c4 e5 (het boedapestgambiet)
3. dxe5 Pg4

Ook Akiba Rubinstein heeft zich in deze variant verdiept.